# Dricourt
Dricourt ist eine französische Gemeinde mit 71 Einwohnern (Stand: 1. Januar 2022) im Département Ardennes in der Region Grand Est (bis 2015 Champagne-Ardenne). Sie gehört zum Arrondissement Vouziers, zum Kanton Attigny und zum Gemeindeverband Argonne Ardennaise.

## Geographie und Infrastruktur
Doe Gemeinde Dricourt liegt in der Trockenen Champagne, 17 Kilometer südöstlich von Rethel. Umgeben wird Dricourt von den Nachbargemeinden Pauvres im Norden, Coulommes-et-Marqueny im Nordosten, Leffincourt im Osten, Machault im Süden sowie Mont-Saint-Remy im Westen. Die Retourne verläuft durch das südliche Gemeindegebiet.

## Bevölkerungsentwicklung
| Jahr                       | 1962 | 1968 | 1975 | 1982 | 1990 | 1999 | 2006 | 2015 | 2019 |
| Einwohner                  | 94   | 119  | 73   | 79   | 120  | 87   | 86   | 86   | 84   |
| Quellen: Cassini und INSEE |      |      |      |      |      |      |      |      |      |

## Sehenswürdigkeiten

Kirche Saint-Rémi

- Kirche Saint-Rémi

## Persönlichkeiten
- Jean-Nicolas Corvisart (1755–1821), Mediziner und Leibarzt von Napoléon Bonaparte